# Tublopo/Meometan
Tublopo/Meometan is een bestuurslaag in het regentschap Timor Tengah Selatan van de provincie Oost-Nusa Tenggara, Indonesië. Tublopo/Meometan telt 2185 inwoners (volkstelling 2010).